# Milica Žabić
Milica Žabić (serbisch-kyrillisch Милица Жабић; * 12. April 1994 in Sremska Mitrovica, BR Jugoslawien) ist eine serbische Judoka.

## Sportliche Karriere
Milica Žabić kämpft im Schwergewicht, der Gewichtsklasse über 78 Kilogramm. 2011 gewann sie ihren ersten serbischen Meistertitel, bis 2019 erkämpfte sie neun Meistertitel in Folge. 2021 und 2023 wurde sie ebenfalls Landesmeisterin. 
2013 wurde Milica Žabić Junioreneuropameisterin. Im Erwachsenenbereich gelangen ihr international lange keine Erfolge. So schied sie 2019 sowohl bei den Europameisterschaften als auch bei den Weltmeisterschaften im Achtelfinale aus. Bei den Europameisterschaften 2020 in Prag erreichte sie erstmals ein Viertelfinale, unterlag dann aber gegen İrina Kindzerskaya aus Aserbaidschan. Bei den Mittelmeerspielen 2022 in Oran verlor sie im Viertelfinale gegen die Türkin Kayra Sayit und belegte letztlich den fünften Platz. Im November 2022 erreichte Milica Žabić den Endkampf beim Grand-Slam-Turnier in Baku und gewann das Turnier mit einem Finalsieg über die Portugiesin Rochele Nunes.
2023 folgte ein dritter Platz beim Grand Slam in Tel Aviv und ein zweiter Platz in Antalya hinter Kayra Sayit. Bei den Weltmeisterschaften in Doha und bei den Europameisterschaften in Montpellier schied Žabić jeweils im Achtelfinale aus. Nachdem sie auch bei den Europameisterschaften 2024 in Zagreb im Achtelfinale ausgeschieden war, scheiterte sie bei den Weltmeisterschaften 2024 bereits in ihrem Auftaktkampf. Bei den Olympischen Spielen 2024 in Paris unterlag Žabić im Viertelfinale gegen die Israelin Raz Hershko. Nach einem Sieg gegen die Japanerin Akira Sone verlor Žabić den Kampf um Bronze gegen die Französin Romane Dicko. Im Mannschaftswettbewerb kam das serbische Team auf den siebten Platz, wobei Žabić hier die brasilianische Olympiasiegerin Beatriz Souza bezwang, was aber am brasilianischen Sieg nichts änderte.